# Szerelem és becsület (film, 2013)
A Szerelem és becsület (eredeti cím: Love and Honor) 2013-as amerikai romantikus filmdráma amelyet Danny Mooney rendezett (debütálás). A főbb szerepekben Liam Hemsworth, Austin Stowell, Aimee Teegarden és Teresa Palmer látható.
Amerikában 2013. március 22-én mutatták be a mozikban. Magyarországon 2013. július 21-én jelent meg.

## Cselekmény
1969-ben, az Apollo–11 küldetés idején a vietnámi háborúban harcoló amerikai katona, Dalton Joiner a Hongkongban töltendő pihenőidejét kihasználva visszarepül az Amerikai Egyesült Államokba, hogy újra elnyerje barátnője, Jane szívét. Mickey Wright nevű katonatársa elkíséri őt. Jane immár Juniper-nek hívja magát, és tagja egy háborúellenes aktivistákból álló csoportnak. Joiner és Wright úgy tesznek, mintha dezertáltak volna, ezért a csoport csodálja őket, egészen addig, amíg ki nem derül, hogy idővel vissza akarnak térni. Juniper szakít (ismét) Joinerrel, ami miatt az elhatározza, hogy Kanadába szökik. Wright szerelmes lesz Candace-be, de vissza kell térnie Vietnamba.

## Szereplők
| Szerep         | Színész         | Magyar hang        |
| -------------- | --------------- | ------------------ |
| Mickey Wright  | Liam Hemsworth  | Welker Gábor       |
| Dalton Joiner  | Austin Stowell  | Czető Roland       |
| Juniper / Jane | Aimee Teegarden | Bánfalvi Eszter    |
| Candace        | Teresa Palmer   | Molnár Ilona       |
| Peter Goose    | Chris Lowell    | Zámbori Soma       |
| Burns          | Max Adler       | Kis Horváth Zoltán |
| Topher Lincoln | Wyatt Russell   | Stern Dániel       |
| Isaac          | Delvon Roe      |                    |

### Magyar változat
- Bemondó: Korbuly Péter
- Magyar szöveg: Tibély Krisztin
- Hangmérnök: Kállay Roland
- Vágó: Wünsch Attila
- Gyártásvezető: Molnár Melinda
- Szinkronrendező: Juhász Anna
- Produkciós vezető: Szép Erzsébet

A szinkront az SDI Media Hungary készítette.

## A film készítése
A filmet 2011. július 11. és augusztus 12. között forgatták a michigani Ann Arborban és környékén. Egy jelenetet Ypsilantiban is forgattak.
A nemzetközi értékesítési jogokat a Lighting Entertainment 2012 májusában szerezte meg. A Lighting Entertainment a filmet a 2012 májusában megrendezett cannes-i filmpiacon kívánta bemutatni a nemzetközi vevőknek.